# Олена Остапенко
Олена Остапенко, також уживаються в українських джерелах імена Єлена, Олена і Альона (латис. Jeļena Ostapenko, 8 червня 1997) — латвійська тенісистка українського походження, переможниця юніорського Вімблдонського турніру 2014 року, переможниця Відкритого чемпіонату Франції 2017.
Мати Остапенко, Олена Яковлєва, довгий час була її тренером, батько, Євген Остапенко, — відомий у минулому український радянський футболіст з Запоріжжя (тут проживає бабуся Олени), тренером з фітнесу. Тенісистка віддає перевагу звертанню Альона.
До перемоги на «Ролан-Гарросі» 2017 Остапенко не виграла жодного турніру WTA в одиночному розряді, але мала в своєму активі дві перемоги в парному. Свою першу одиночну перемогу  на харді Остапенко здобула на Korea Open 2017.
Виступаючи за Латвію у Фед Кап, Остапенко має співвідношення виграшів-програшів 20–12.
Стиль гри Остапенко безкомпромісний — вона шукає можливості забити кожен м'яч, без жодного страху. Багато при цьому помиляється, що зумовило її доволі низький рейтинг до «Ролан-Гарросу» 2017.
Остапенко почала грати в теніс з 5 років. Одночасно вона стала займатися бальними танцями, але з 12 років зосередилася на тенісній кар'єрі.

## Виступи на турнірах Великого шолома
| W | Ф | ПФ | ЧФ | #Р | КТ | К# | DNQ | A | NH |

### Одиночний розряд
| Турнір                                 | 2015 | 2016 | 2017 | 2018 | 2019 | 2020 | 2021 | 2022 | 2023 | 2024 | 2025 | SR     | В-П   | Win% |
| -------------------------------------- | ---- | ---- | ---- | ---- | ---- | ---- | ---- | ---- | ---- | ---- | ---- | ------ | ----- | ---- |
| Відкритий чемпіонат Австралії з тенісу |      | 1р   | 3р   | 3р   | 1р   | 2р   | 1р   | 3р   | ЧФ   | 3р   | 1р   | 0 / 10 | 13–10 | 57%  |
| Відкритий чемпіонат Франції з тенісу   | К1р  | 1р   | П    | 1р   | 1р   | 3р   | 1р   | 2р   | 2р   | 2р   |      | 1 / 9  | 12–8  | 60%  |
| Вімблдонський турнір                   | 2р   | 1р   | ЧФ   | ПФ   | 1р   | NH   | 3р   | 4р   | 2р   | ЧФ   |      | 0 / 9  | 20–9  | 69%  |
| Відкритий чемпіонат США з тенісу       | 2р   | 1р   | 3р   | 3р   | 3р   |      |      | 1р   | ЧФ   | 1р   |      | 0 / 8  | 11–8  | 58%  |
| В-П                                    | 2–2  | 0–4  | 15–3 | 9–4  | 2–4  | 3–2  | 2–3  | 6–4  | 10–4 | 7–4  | 0–1  | 1 / 35 | 56–34 | 62%  |

### Парний розряд
| Турнір                                 | 2015 | 2016 | 2017 | 2018 | 2019 | 2020 | 2021 | 2022 | 2023 | 2024 | 2025 | SR     | В-П   | Win% |
| -------------------------------------- | ---- | ---- | ---- | ---- | ---- | ---- | ---- | ---- | ---- | ---- | ---- | ------ | ----- | ---- |
| Відкритий чемпіонат Австралії з тенісу |      | 1р   | 1р   | 1р   | 2р   | ЧФ   | 3р   | 2р   | 1р   | Ф    | Ф    | 0 / 10 | 17–10 | 63%  |
| Відкритий чемпіонат Франції з тенісу   |      | 1р   | 1р   | 1р   | ЧФ   | 3р   | 3р   | ПФ   | 2р   | 2р   |      | 0 / 9  | 12–9  | 57%  |
| Вімблдонський турнір                   |      | 3р   | 1р   | 3р   | 1р   | NH   | 2р   | ПФ   | 1р   | ЧФ   |      | 0 / 8  | 11–6  | 65%  |
| Відкритий чемпіонат США з тенісу       |      | 2р   | 1р   | 1р   | ЧФ   |      |      | 3р   | 2р   | П    |      | 1 / 7  | 13–6  | 68%  |
| В-П                                    | 0–0  | 3–4  | 0–4  | 2–3  | 6–4  | 5–2  | 5–2  | 11–4 | 2–4  | 14–3 | 5–1  | 1 / 34 | 53–31 | 63%  |

## Фінали турнірів Великого шолома

### Одиночний розряд
| Результат | Рік  | Турнір        | Поверхня | Супериниця   | Рахунок       |
| --------- | ---- | ------------- | -------- | ------------ | ------------- |
| Перемога  | 2017 | Roland Garros | Ґрунт    | Симона Халеп | 4–6, 6–4, 6–3 |

### Парний розряд: 4 (1 титул, 3 поразки)
| Результат | Рік  | Турнір                                 | Покриття | Партнер                    | Опоненти                           | Рахунок            |
| --------- | ---- | -------------------------------------- | -------- | -------------------------- | ---------------------------------- | ------------------ |
| Поразка   | 2024 | Відкритий чемпіонат Австралії з тенісу | Тверде   | Людмила Кіченок            | Сє Шувей Елісе Мертенс             | 1–6, 5–7           |
| Перемога  | 2024 | Відкритий чемпіонат США з тенісу       | Тверде   | Кіченок Людмила Вікторівна | Крістіна Младенович Чжан Шуай      | 6–4, 6–3           |
| Поразка   | 2025 | Australian Open                        | Тверде   | Сє Шувей                   | Катержина Сінякова Тейлор Таунсенд | 2–6, 7–6(7–4), 3–6 |
| Поразка   | 2025 | Вімблдонський турнір, Велика Британія  | Трава    | Сє Шувей Олена Остапенко   | Вероніка Кудерметова Елісе Мертенс | 3–6, 6–2, 6–4      |

### Мікст (0–1)
| Результат | Рік  | Турнір    | Поверхня | Партнер          | Супротивники            | Рахунок  |
| --------- | ---- | --------- | -------- | ---------------- | ----------------------- | -------- |
| Поразка   | 2019 | Wimbledon | Трава    | Роберт Ліндстедт | Латіша Чжань Іван Додіг | 2–6, 3–6 |

## Інші значні фінали

### Прем'єрні обов' та з чільних п'яти

#### Одиночний розряд: 2 (0-2)
| Результат | Рік  | Турнір            | Поверхня | Супротивниця         | Рахунок       |
| --------- | ---- | ----------------- | -------- | -------------------- | ------------- |
| Поразка   | 2016 | Qatar Ladies Open | Хард     | Карла Суарес Наварро | 6–1, 4–6, 4–6 |
| Поразка   | 2018 | Miami Masters     | Хард     | Слоун Стівенс        | 6–7(5–7), 1–6 |

#### Парний розряд: 1 (1-0)
| Результат | Рік  | Турнір           | Поверхня | Партнерка          | Супротивниця                             | Рахунок  |
| --------- | ---- | ---------------- | -------- | ------------------ | ---------------------------------------- | -------- |
| Перемога  | 2018 | Qatar Total Open | Хард     | Габріела Дабровскі | Андрея Клепач Марія Хосе Мартінес Санчес | 6–3, 6–3 |

## Фінали турнірів WTA

### Одиночний розряд: 18 (9-9)
| Легенда                                                            |
| ------------------------------------------------------------------ |
| Турніри Великого шлему (1–0)                                       |
| Турніри WTA 1000 (Турніри WTA Premier / Турніри WTA Premier) (0–3) |
| Турніри WTA 500 (Турніри WTA Premier) (5–2)                        |
| Турніри WTA 250 (Турніри WTA International) (3–4)                  |

| Фінали за покриттям |
| ------------------- |
| Тверде (5–6)        |
| Ґрунт (2–1)         |
| Трава (2–1)         |
| Килим (0–1)         |

| Результат | В-П | Дата     | Турнір                                                 | Категорія     | Покриття   | Опонент                         | Рахунок            |
| --------- | --- | -------- | ------------------------------------------------------ | ------------- | ---------- | ------------------------------- | ------------------ |
| Поразка   | 0–1 | Вер 2015 | Tournoi de Québec, Канада                              | International | Килим (i)  | Анніка Бек                      | 2–6, 2–6           |
| Поразка   | 0–2 | Лют 2016 | Qatar Ladies Open, Катар                               | Premier 5     | Тверде     | Карла Суарес Наварро            | 6–1, 4–6, 4–6      |
| Поразка   | 0–3 | Кві 2017 | Charleston Open, U.S.                                  | Premier       | Ґрунт      | Дарія Касаткіна                 | 3–6, 1–6           |
| Перемога  | 1–3 | Чер 2017 | Відкритий чемпіонат Франції з тенісу, Франція          | Grand Slam    | Ґрунт      | Сімона Халеп                    | 4–6, 6–4, 6–3      |
| Перемога  | 2–3 | Вер 2017 | Hansol Korea Open Tennis Championships, Південна Корея | International | Тверде     | Беатріс Аддад Мая               | 6–7(5–7), 6–1, 6–4 |
| Поразка   | 2–4 | Бер 2018 | Відкритий чемпіонат Маямі з тенісу, U.S.               | Premier M     | Тверде     | Слоун Стівенс                   | 6–7(5–7), 1–6      |
| Поразка   | 2–5 | Жов 2019 | Linz Open, Австрія                                     | International | Тверде (i) | Корі Гофф                       | 3–6, 6–1, 2–6      |
| Перемога  | 3–5 | Жов 2019 | BGL Luxembourg Open, Люксембург                        | International | Тверде (i) | Юлія Гергес                     | 6–4, 6–1           |
| Перемога  | 4–5 | Чер 2021 | Eastbourne International, UK                           | WTA 500       | Трава      | Анетт Контавейт                 | 6–3, 6–3           |
| Поразка   | 4–6 | Вер 2021 | Люксембург Open, Люксембург                            | WTA 250       | Тверде (i) | Клара Таусон                    | 3–6, 6–4, 4–6      |
| Перемога  | 5–6 | Лют 2022 | Dubai Tennis Championships, UAE                        | WTA 500       | Тверде     | Вероніка Кудерметова            | 6–0, 6–4           |
| Поразка   | 5–7 | Чер 2022 | Eastbourne International, UK                           | WTA 500       | Трава      | Петра Квітова                   | 3–6, 2–6           |
| Поразка   | 5–8 | Вер 2022 | Korea Open, Південна Корея                             | WTA 250       | Тверде     | Катерина Олександрова           | 6–7(4–7), 0–6      |
| Перемога  | 6–8 | Чер 2023 | Birmingham Classic, UK                                 | WTA 250       | Трава      | Барбора Крейчикова              | 7–6(10–8), 6–4     |
| Перемога  | 7–8 | Січ 2024 | Adelaide International, Австралія                      | WTA 500       | Тверде     | Касаткіна Дарія Сергіївна       | 6–3, 6–2           |
| Перемога  | 8–8 | Лют 2024 | Ladies Linz, Австрія                                   | WTA 500       | Тверде (i) | Александрова Катерина Євгенівна | 6–2, 6–3           |
| Поразка   | 8–9 | Лют 2025 | Qatar TotalEnergies Open                               | WTA 1000      | Тверде     | Аманда Анісімова                | 6–4, 6–3           |
| Перемога  | 9–9 | Кві 2025 | Porsche Tennis Grand Prix                              | WTA 500       | Ґрунт (i)  | Аріна Соболенко                 | 6–4, 6–1           |

### Парний розряд: 22 (11-11)
| Результат | В-П   | Дата     | Турнір                                            | Категорія     | Покриття   | Партнерка          | Опонентки                                | Рахунок               |
| --------- | ----- | -------- | ------------------------------------------------- | ------------- | ---------- | ------------------ | ---------------------------------------- | --------------------- |
| Перемога  | 1–0   | Лют 2017 | St. Petersburg Ladies' Trophy, Росія              | Premier       | Тверде (i) | Аліція Росольська  | Дарія Юрак Ксенія Кнолль                 | 3–6, 6–2, [10–5]      |
| Перемога  | 2–0   | Кві 2017 | Porsche Tennis Grand Prix, Німеччина              | Premier       | Ґрунт (i)  | Ракел Атаво        | Абігейл Спірс Катарина Среботнік         | 6–4, 6–4              |
| Перемога  | 3–0   | Лют 2018 | Qatar Ladies Open, Катар                          | Premier 5     | Тверде     | Габріела Дабровскі | Андрея Клепач Марія Хосе Мартінес Санчес | 6–3, 6–3              |
| Поразка   | 3–1   | Лип 2019 | Baltic Open, Латвія                               | International | Ґрунт      | Галина Воскобоєва  | Шерон Фічмен Ніна Стоянович              | 6–2, 6–7(1–7), [6–10] |
| Поразка   | 3–2   | Вер 2019 | China Open, КНР                                   | Premier M     | Тверде     | Даяна Ястремська   | Софія Кенін Бетані Маттек-Сендс          | 3–6, 7–6(7–5), [7–10] |
| Поразка   | 3–3   | Лют 2020 | Катар Open, Катар                                 | Premier 5     | Тверде     | Габріела Дабровскі | Сє Шувей Барбора Стрицова                | 2–6, 7–5, [2–10]      |
| Поразка   | 3–4   | Бер 2021 | Катар Open, Катар                                 | WTA 500       | Тверде     | Моніка Нікулеску   | Ніколь Меліхар Демі Схюрс                | 2–6, 6–2, [8–10]      |
| Перемога  | 4–4   | Жов 2021 | Кубок Кремля, Росія                               | WTA 500       | Тверде (i) | Катержина Сінякова | Надія Кіченок Ралука Олару               | 6–2, 4–6, [10–8]      |
| Поразка   | 4–5   | Лют 2022 | Dubai Tennis Championships, UAE                   | WTA 500       | Тверде     | Людмила Кіченок    | Вероніка Кудерметова Елісе Мертенс       | 1–6, 3–6              |
| Перемога  | 5–5   | Чер 2022 | Birmingham Classic, UK                            | WTA 250       | Трава      | Людмила Кіченок    | Елісе Мертенс Чжан Шуай                  | w/o                   |
| Поразка   | 5–6   | 2022     | Eastbourne International, UK                      | WTA 250       | Трава      | Людмила Кіченок    | Александра Крунич Магда Лінетт           | w/o                   |
| Перемога  | 6–6   | 2022     | Мастерс Цинциннаті, U.S.                          | WTA 1000      | Тверде     | Людмила Кіченок    | Ніколь Меліхар-Martinez Еллен Перес      | 7–6(7–5), 6–3         |
| Поразка   | 6–7   | 2023     | Катар Open, Катар                                 | WTA 500       | Тверде     | Людмила Кіченок    | Корі Гофф Джессіка Пегула                | 4–6, 6–2, [7–10]      |
| Перемога  | 7–7   | Січ 2024 | Brisbane International, Австралія                 | WTA 500       | Тверде     | Людмила Кіченок    | Грет Міннен Гезер Вотсон                 | 7–5, 6–2              |
| Поразка   | 7–8   | Січ 2024 | Відкритий чемпіонат Австралії з тенісу, Австралія | Grand Slam    | Тверде     | Людмила Кіченок    | Сє Шувей Елісе Мертенс                   | 1–6, 5–7              |
| Перемога  | 8–8   | 2024     | Eastbourne International, UK                      | WTA 500       | Трава      | Людмила Кіченок    | Габріела Дабровскі Ерін Рутліфф          | 5–7, 7–6(7–2), [10–8] |
| Перемога  | 9–8   | Вер 2024 | Відкритий чемпіонат США з тенісу, США             | Grand Slam    | Тверде     | Людмила Кіченок    | Крістіна Младенович Zhang Shuai          | 6–4, 6–3              |
| Поразка   | 9–9   | Січ 2025 | Відкритий чемпіонат Австралії з тенісу, Австралія | Grand Slam    | Тверде     | Сє Шувей           | Катержина Сінякова Тейлор Таунсенд       | 2–6, 7–6(7–4), 3–6    |
| Перемога  | 10–9  | Лют 2025 | Abu Dhabi Open                                    | WTA 500       | Тверде     | Еллен Перес        | Крістіна Младенович Чжан Шуай            | 6–2, 6–1              |
| Поразка   | 10–10 | Лют 2025 | Dubai Tennis Championships                        | WTA 1000      | Тверде     | Сє Шувей           | Катержина Сінякова Тейлор Таунсенд       | 7–6(7–5), 6–4         |
| Перемога  | 11–10 | Бер 2025 | Credit One Charleston Open                        | WTA 500       | Ґрунт      | Ерін Рутліфф       | Керолайн Долегайд Дезіре Кравчик         | 6–4, 6–2              |
| Поразка   | 11–11 | Чер 2025 | Вімблдонський турнір, Велика Британія             | Grand Slam    | Трава      | Сє Шувей           | Вероніка Кудерметова Елісе Мертенс       | 3–6, 6–2, 6–4         |

## Фінали турнірів Великого шолома серед дівчат

### Одиночний розряд
| Результат | Рік  | Турнір    | Поверхня | Супериниця        | Рахунок       |
| --------- | ---- | --------- | -------- | ----------------- | ------------- |
| Перемога  | 2014 | Wimbledon | Трава    | Крістіна Шмідлова | 2–6, 6–3, 6–0 |